# Iso Käkijärvi
Iso Käkijärvi är en sjö i kommunen Kaavi i landskapet Norra Savolax i Finland. Den är 11,4 meter djup. Arean är 37 hektar och strandlinjen är 4,95 kilometer lång. Sjön  ingår i Vuoksens huvudavrinningsområde.   Den ligger omkring 57 kilometer öster om Kuopio och omkring 360 kilometer nordöst om Helsingfors. 